# Kocina (województwo wielkopolskie)
Kocina – wieś w Polsce położona w województwie wielkopolskim, w powiecie ostrowskim, w gminie Sośnie. Leży ok. 25 km na południe od Ostrowa Wlkp., w pobliżu linii kolejowej Ostrów-Oleśnica (stacja Pawłów Wielkopolski).
Przed 1932 rokiem miejscowość położona była w powiecie odolanowskim, W latach 1975–1998 w województwie kaliskim, w latach 1932-1975 i od 1999 w powiecie ostrowskim.